# António de Serpa Pimentel
António de Serpa Pimentel   (Coïmbra, 20 de novembre de 1825 - Lisboa, 3 de març de 1900) va ser un dels polítics portuguesos més importants de les últimes dècades del segle xix. Era fill de Manuel de Serpa Machado i d'Ana Rita Freire Pimentel,
Es va doctorar en Matemàtiques en la universitat de Coímbra. L'any 1856 va esdevenir diputat per la circumscripció d'Oliveira de Azeméis. En 1856 va ser nomenat ministre d'Obres Públiques pel duc dóna Terceira, càrrec que va ocupar fins a 1860, tot i que també va ocupar el càrrec de ministre de Guerra entre 1859 i 1862. El dia 11 d'octubre de 1872 va ser nomenat ministre d'Hisenda, càrrec que va ocupar fins a 1877 i que després va reprendre entre 1878 i 1879. El dia 31 de gener de 1876 va ser nomenat conseller del Consell d'Estat. Entre els anys 1881 i 1883 va ser ministre d'Assumptes Exteriors i per això va ser l'encarregat d'anar a París a demanar la mà de la princesa Amalia d'Orleans per a casar-la amb el futur rei Carles I. En 1886 va ser nomenat president del Tribunal de Comptes.
En el mes de juliol de 1887 i després de la mort de António Fontes Perreira de Melo va ser triat líder del Partit Regenerador. Va ser nomenat primer ministre que va presidir entre gener i setembre de 1890. Va morir a Lisboa en 1900. Va ser també membre corresponent de la Reial Acadèmia Espanyola.